# Sunny Afternoon
Singles de The Kinks
Dedicated Follower of Fashion
(1966) Dead End Street
(1966)
Pistes de Face to Face
You're Lookin' Fine I'll Remember
Sunny Afternoon est une chanson du groupe de rock anglais The Kinks écrite par Ray Davies.
Elle est commercialisée en single le 3 juin 1966 au Royaume-Uni et se classe numéro un du hit-parade britannique le 7 juillet, délogeant le Paperback Writer des Beatles et y restant pendant deux semaines. Le succès est également au rendez-vous en Irlande où le single est numéro un le 18 juillet.
Le narrateur de la chanson, à qui le collecteur d'impôts a tout pris et que sa petite amie a quitté en volant sa voiture, explique que dans le dénuement il ne lui reste plus qu'à profiter seul d'un après-midi d'été ensoleillé.

## Au cinéma
Le titre figure sur la bande originale du film Good Morning England de Richard Curtis avec Philip Seymour Hoffman (2009).
Il rythme également une scène importante du film argentin El Clan, de Pablo Trapero avec Guillermo Francella et Peter Lanzani (2015).
Cette chanson est utilisée dans le film Perfect Days de Wim Wenders (2023).